# Oatman (Arizona)
Oatman es una localidad ubicada en el condado de Mohave, en el estado estadounidense de Arizona. En el Censo de 2020 tenía una población de 102 habitantes y una densidad poblacional de 205.08 personas por km².

## Geografía
Oatman se encuentra ubicado en las coordenadas 35°1′39″N 114°23′2″O / 35.02750, -114.38389. Según la Oficina del Censo de los Estados Unidos, Oatman tiene una superficie total de 0,5 kilómetros cuadrados (50,0 ha).

## Toponimia
El topónimo Oatman se eligió en honor a Olive Oatman, una joven de Illinois que fue capturada y esclavizada junto con su hermana, probablemente por los indios tolkepayas, mientras viajaba con su familia en una caravana hacia el Oeste en 1851. Posteriormente, los tolkepayas la vendieron a los mojaves, que la adoptaron y la integraron en su comunidad. Olive llegó a integrarse hasta tal punto en la tribu, que se tatuó la barbilla, igual que hacían los mojaves, para que sus antepasados los identificasen como tales una vez muertos. Cuando en se difundió el rumor de que la muchacha seguía viva y vivía entre los indios, los mojaves se vieron obligados a devolverla al mundo de los blancos, para evitar sufrir represalias, siendo entregada en 1856 en el Fuerte Yuma.

## Demografía
Según el censo de 2010, había 135 personas residiendo en Oatman. La densidad de población era de 271,48 hab./km². De los 135 habitantes, Oatman estaba compuesto por el 94.81% blancos, el 1.48% eran afroamericanos, el 1.48% eran asiáticos, el 0.74% eran de otras razas y el 1.48% pertenecían a dos o más razas. Del total de la población el 5.93% eran hispanos o latinos de cualquier raza.